# Crête sacrale latérale
Les crêtes sacrales latérales sont les crêtes osseuses verticales de la face postérieure du sacrum situées latéralement aux foramens sacrés postérieurs.
Elles résultent  de la fusion des processus transverses des vertèbres sacrées. Elle présente trois ou quatre tubercules séparés par des dépressions : les tubercules sacrés postéro-externes ou tubercules conjugués.